# Wereldvoetballer van het jaar 2004

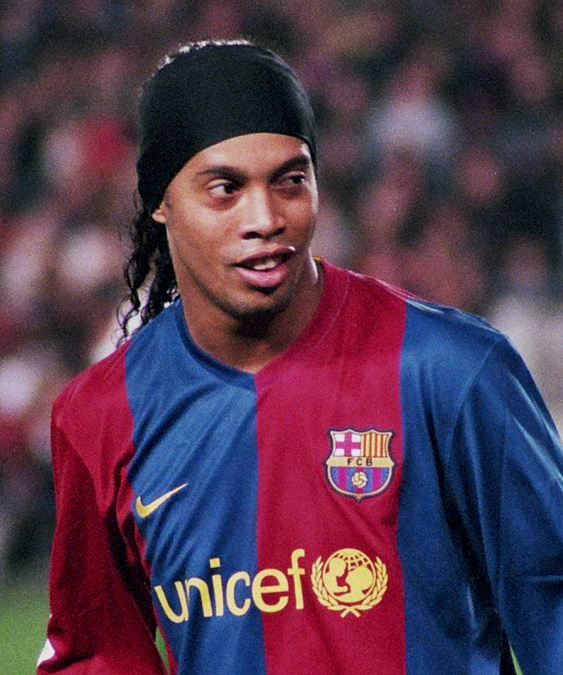
Ronaldinho werd in 2004 Wereldvoetballer van het jaar.

In 2004 werd Ronaldinho door de FIFA verkozen tot Wereldvoetballer van het jaar. Birgit Prinz prolongeerde haar titel bij de dames.

## Resultaten

### Mannen
| #  | Speler               | Club                        | Punten |
| -- | -------------------- | --------------------------- | ------ |
| 1  | Ronaldinho           | FC Barcelona                | 620    |
| 2  | Thierry Henry        | Arsenal                     | 552    |
| 3  | Andrij Sjevtsjenko   | AC Milan                    | 253    |
| 4  | Pavel Nedvěd         | Juventus                    | 178    |
| 5  | Zinédine Zidane      | Real Madrid                 | 150    |
| 6  | Adriano              | Internazionale              | 98     |
| 7  | Deco                 | FC Porto → FC Barcelona     | 96     |
|    | Ronaldo              | Real Madrid                 | 96     |
| 9  | Ruud van Nistelrooij | Manchester United           | 67     |
| 10 | Wayne Rooney         | Everton → Manchester United | 64     |
|    | Kaká                 | AC Milan                    | 64     |

### Vrouwen

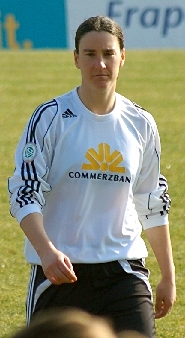
Birgit Prinz prolongeerde in 2004 haar titel.

| #  | Speler            | Punten |
| -- | ----------------- | ------ |
| 1  | Birgit Prinz      | 376    |
| 2  | Mia Hamm          | 286    |
| 3  | Marta             | 281    |
| 4  | Abby Wambach      | 126    |
| 5  | Kristine Lilly    | 109    |
|    | Hanna Ljungberg   | 109    |
| 7  | Shannon Boxx      | 102    |
| 8  | Renate Lingor     | 89     |
|    | Victoria Svensson | 89     |
| 10 | Cristiane         | 80     |

## Referentie
- World Player of the Year - Top 10

1991 · 1992 · 1993 · 1994 · 1995 · 1996 · 1997 · 1998 · 1999 · 2000 · 2001 · 2002 · 2003 · 2004 · 2005 · 2006 · 2007 · 2008 · 2009